# Гидке каченя
«Гидке́ каченя», також «Погане вутятко», «Погане каченя», або «Погане мале каченятко — і що з нього виросло» (дан. Den grimme Ælling) — казка данського письменника та поета Ганса Крістіана Андерсена. Вперше опублікована 11 листопада 1843 року в Копенгагені, Данія, разом з трьома іншими казками Андерсена.

## Сюжет

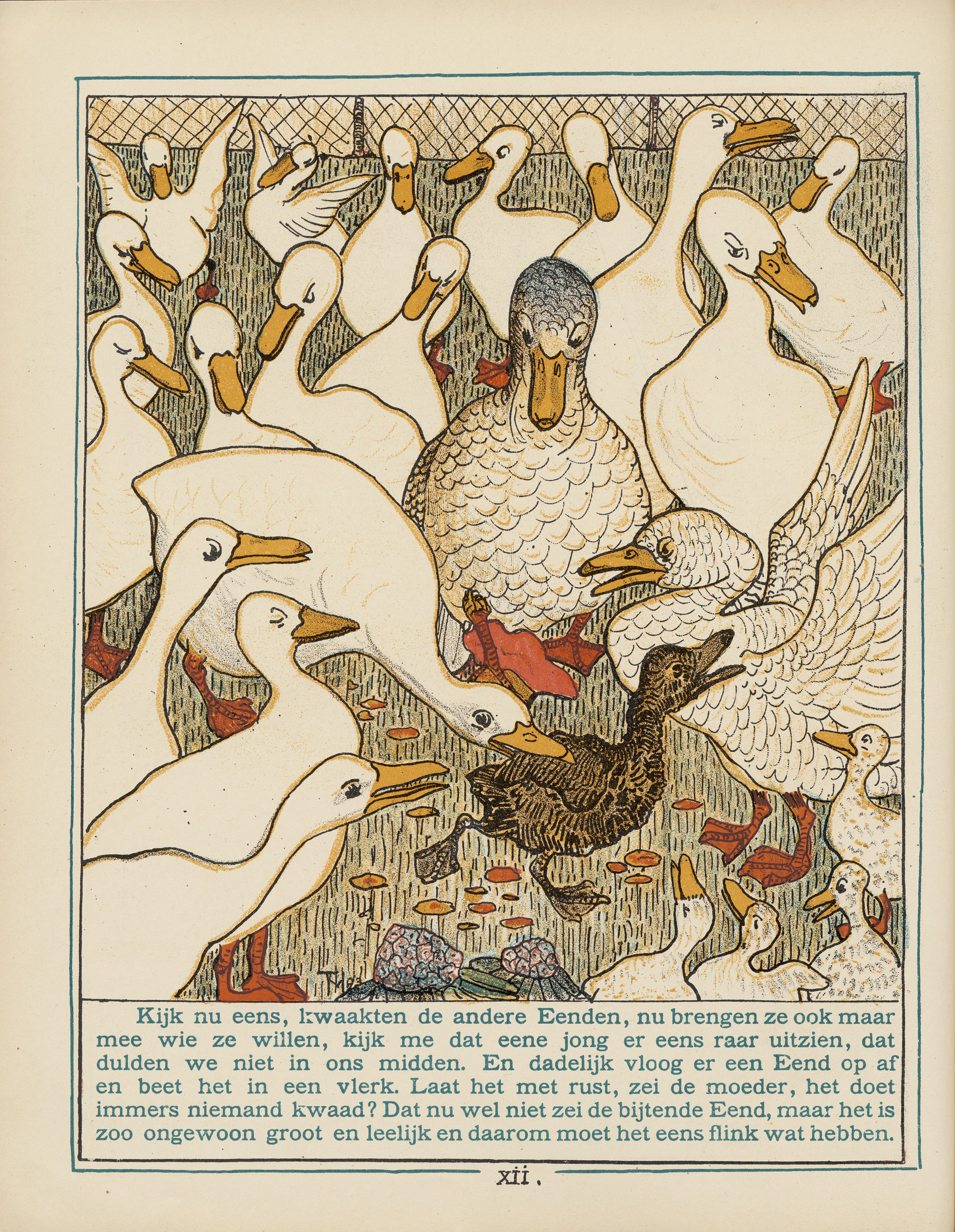
Ілюстрація з нідерландського видання казки 1893 року

У качки вилупилися каченята. Одне з них було пізнім, та й зовні не вдалося. Стара качка налякала мати, що це індича, не інакше, але плавав він краще, ніж інші каченята. Всі мешканці пташиного двора нападали на гидке каченя, навіть пташниця відштовхувала від корму. Мати спочатку заступалася, але потім теж пішла проти потворного сина. Одного разу каченя не витримало і втекло у болото, де жили дикі гуси, знайомство з якими закінчилося сумно: хоча два молодих гусаки та запропонували дивовижному каченяті дружити, їх тут же вбили мисливці (мисливський собака пробіг повз каченя — «мабуть, я такий бридкий, що навіть собаці огидно з'їсти мене!» — подумало каченя). Вночі воно дісталося хатинки, в якій жили старенька, кіт і курка. Жінка дала йому притулок, зосліпу прийнявши за жирну качку, але кіт і курка, які вважали себе господарями оселі, цькували нового співмешканця, бо він не вмів нести яйця і муркотіти. Коли каченя захотіло плавати, курка заявила, що це все від дурості, і виродок пішов жити на озеро, де всі як і раніше сміялися над ним. Одного разу він побачив лебедів і полюбив їхню красу так, як ніколи нічого не любив.
Взимку каченя замерзло і селянин приніс його додому, відігрів, але від переляку пташеня наробило шкоди та втекло. Всю зиму воно просиділо в очереті. Навесні злетівши, воно побачило, що пливуть лебеді. Каченя вирішило віддатися на погибель прекрасним птахам, і тут воно побачило своє відбиття у воді: каченя також стало лебедем! Про це щастя воно і не мріяло, коли було гидким каченям.

## Історія створення
Андерсен вперше задумав сюжет майбутньої казки у 1847 році, насолоджуючись природою у заміському маєтку Брегентвед і протягом багатьох років розмірковував над багатьма її деталями. Спочатку письменник хотів назвати казку «Молодий лебідь», але відмовився від такої назви, не бажаючи позбавляти твір елементу несподіванки, що полягав у перевтіленні головного персонажа. Андерсен зупинився на назві «Гидке каченя» і невдовзі навіть зізнався, що ця казна насправді є «віддзеркаленням його власного життя». Коли критик Георг Брандес запитав, чи в Андерсена є плани на створення автобіографії, письменник відповів, що вже написав її та вона має назву «Гидке каченя».
«Гидке каченя» вперше опубліковано 11 листопада 1843 року у Копенгагені у складі збірки «Нові казки. Том перший. Збірка перша», яка стала першим виданням, де опускається фраза «розказано для дітей». Джеккі Вульшлегер, авторка біографії Андерсена, вважає, що письменник у такий спосіб хотів продемонструвати впевненість у своїй письменницькій майстерності: «Ці оповідки це найдозріліші та бездоганно сконструйовані казки, які він коли-небудь написав, і хоча деякі з них одразу стали та залишаються найулюбленішими серед дитячої авдиторії, Андерсен поєднує у них щось дитяче та винятково художньо глибинне».
Перше видання накладом у 850 примірників розійшлося до 18 грудня і видавництво «Reitzel» запланувало видання наступних 850 екземплярів. Казка стала четвертою за рахунком у виданні, яке містило казки у такій послідовності: «Ангел», «Соловей», «Наречений і наречена» та «Гидке каченя». 18 грудня 1843 року Андерсен писав: «Книга продається як гарячі пиріжки. Усі газети вихваляють її, усі її читають. Жодна інша моя книга так високо не цінувалась, як оці мої казки». Андерсен сприяв подальшому поширенню казки, зачитуючи її вголос на літературних зустрічах. 18 грудня 1849 року «Гидке каченя» увійшло до збірки «Казки.1850», а 15 грудня 1862 року — до «Казки та інші історії. Том перший. 1862». З того часу казка багаторазово перевидавалася і перекладалася іншими мовами світу, серед яких, зокрема, українська, і стала одною з найвідоміших оповідок Андерсена.